# 直江景綱
直江 景綱（なおえ かげつな）は、戦国時代から安土桃山時代にかけての武将。越後国の守護代・戦国大名の長尾氏（上杉氏）の家臣。山東郡（三島郡）与板城城主。長尾為景・晴景・景虎（後の上杉謙信）の3代にわたって仕えた宿老で、奉行職を務め主に内政・外交面で活躍した。また七手組大将の一人として軍事面で活躍することもあった。

## 生涯
直江親綱の子として生まれる（生年は永正6年（1509年）か）。直江氏は元は越後守護上杉氏の家臣・飯沼氏の被官であったが、永正11年（1514年）、守護代・長尾為景によって飯沼氏が滅ぼされると、その居城・本与板城（後に与板城）の城主となっていた。
仮名は神五郎、初名は実綱と名乗った。木村康裕は守護・上杉定実の偏諱であった可能性を指摘している。
天文8年（1539年）からの守護・上杉定実の養子問題を巡る天文の乱では、中条藤資、平子氏らと共に入嗣推進派を形成した。
養子問題に関しては、直江氏と長尾氏の立場は相反し、直江氏は長尾氏とは一線を画していたものと思われる。
天文11年（1542年）には伊達家へ時宗丸（伊達実元）の迎えの使者にあたっている。
天文12年（1543年）、長尾景虎は、病弱な兄晴景の名代として栃尾城（長岡市・旧栃尾市域）に入った。
やがて、景虎を守護代に擁立しようとする動きが出てきた。この動きを進めた一人が、与板の直江景綱であった。景綱と景虎との関係は、景虎が栃尾周辺で活躍していた頃に築かれたものと思われる。
天文16年（1547年）、長尾氏家中で兄・晴景と弟・景虎との間に抗争が起こった際には、藤資や本庄実乃らと共に景虎を支援した。
弘治2年（1556年）、景虎の出家騒動中に藤資らが守護譜代の大熊朝秀を追放したのを機に、実乃らと共に奉行職として政務の多くを任されるようになる。永禄2年（1559年）の景虎2度目の上洛の際には、神余親綱と共に朝廷および幕府との折衝にあたり、翌3年（1560年）、前関白の近衛前久（当時は前嗣）が越後に来訪したときにはその饗応役を務めた。また同年からの相模国の北条氏康討伐のために景虎が関東に出陣している間、春日山城の留守居を吉江景資と共に任されている。永禄4年（1561年）、川中島の戦い（第四次合戦）では、小荷駄奉行として出陣し武田義信の軍を敗走させるなどの功を立てたという。永禄5年（1562年）、大和守に任官し、「政綱」と改名する。永禄7年（1564年）、謙信のかつての諱である「景虎」から一字を拝領して「景綱」と名乗ることになった。
天正3年（1575年）の「上杉家軍役帳」によると305人の軍役を課せられていたとあり、旗本衆の中でもとりわけ重きを成していたことがわかる。以後も、天正4年（1576年）からの能登遠征に従い石動山城（石川県中能登町）を守るなど、謙信に従って各地に従軍したが、天正5年（1577年）3月5日に病没した。享年は69といわれている。墓所は徳昌寺（新潟県長岡市与板町）。
景綱には男子がなく、婿養子となっていた直江信綱（長尾氏出身）が後を継いだ。後に信綱が毛利秀広に殺害されると、大身の直江家を押さえようとした上杉景勝の命で、景勝側近の樋口兼続（直江兼続）が信綱未亡人を娶り、直江家を相続した。

## 系譜
直江氏は神氏の一族あるいは藤原麻呂の後裔ともいわれるが、系譜に関しては不明瞭な部分が多い。史料で確認できるのは景綱の父・親綱からである。
- 正室：北条輔広（大澤氏）の娘（名、生没年不詳）
長男。伊勢松（生没年不詳）

- 継室：正国尼（山吉政久の娘、山吉政応の妹、生年不詳 - 元亀元年4月20日（1570年6月3日））
実子がなく、巨躯悪相であったために景綱からは遠ざけられていたという。景綱と姪の間に男子が誕生するとその子を奪い、姪に正室の座を譲って剃髪し隠居したという（「山吉家伝記之写」）。
- 継室：名　不詳（山吉政応の娘、山吉豊守の姉、名、生没年不詳）
正国尼の姪で、正国尼の隠居後に正室となる。景綱の死後も上杉謙信に近侍し、謙信臨終の際には上杉景勝を継嗣とするなどの遺言を聞き届けたという。
  - 男子（名、生没年不詳）
次男。誕生間もなく正国尼によって連れ去られてしまったという。（「山吉家伝記之写」）
  - 船（弘治3年（1557年） - 寛永14年1月4日（1637年1月29日））
女。景綱には家督を継ぐ男子がなく、景綱存命中に総社長尾氏から藤九郎（信綱）を婿に迎える。後に信綱が殺害されると、景勝の命令で樋口氏の兼続と再婚させられた。
  - 幼女（養女？）
景綱の後妻は三条の山吉氏から迎えられ、子供は娘おせん一人のみであったようで、他に幼女（養女？）がいたことが「志駄氏系図」によりうかがうことができる。夏戸城（寺泊町）の志駄義秀と結婚する。[4]
- 母？不詳
  - 女子？（名、生没年不詳）[2]
- 養子
  - 直江信綱（長尾顕方あるいは長尾景秀の子）
  - 直江兼続（樋口兼豊の子）

## 関連作品
映画
- 『天と地と』（1990年、演：浜田晃）

テレビドラマ
- 『武田信玄』（1988年NHK大河ドラマ、演：宇津井健）
- 『風林火山』（2007年NHK大河ドラマ、演：西岡徳馬）
- 『天地人』（2009年NHK大河ドラマ、演：宍戸錠）

漫画
- 『軒猿』薮口黒子（月刊ヤングジャンプ、集英社）